# تاکویا ۹۴۸۸۴
سیارک ۹۴۸۸۴ (به انگلیسی: 94884 Takuya، نامگذاری:2001XK249) نود و چهار هزار و هشتصد و هشتاد و چهارمین سیارک کشف شده‌است که در ۱۴ دسامبر ۲۰۰۱ کشف شد.